# Тривијум
Тривијум (лат. trivium) или тропуће су три од седам слободних вештина које су се изучавале у средњем веку и које за основу имају елоквенцију: граматика, реторика и дијалектика (или логика).
На средњовековним универзитетима, тривијум је представљао три основна аспекта знања: граматика као механика језика, логика (или дијалектика, временом су постале синоними) је механика мисли и анализе, и реторика је вештина употребе језика у циљу подучавања и убеђивања. У средњовековној схоластици, сматрају се уводом и припремом за виши степен, квадривијум, који подразумева аритметику, геометрију, музику и астрономију.